# Saudi-Arabiens Grand Prix 2022
Saudi-Arabiens Grand Prix 2022 (officielt navn:  Formula 1 STC Saudi Arabian Grand Prix 2022) var et Formel 1-løb, som blev kørt den 27. marts 2022 på Jeddah Corniche Circuit i Jeddah, Saudi-Arabien. Det var det andet løb i Formel 1-sæsonen 2022, og 2. gang at Saudi-Arabiens Grand Prix blev arrangeret.

## Kvalifikation
| Pos.               | Nr. | Kører             | Konstruktør           | Del 1     | Del 2    | Del 3    | Grid |
| ------------------ | --- | ----------------- | --------------------- | --------- | -------- | -------- | ---- |
| 1                  | 11  | Sergio Pérez      | Red Bull Racing-RBPT  | 1.29,705  | 1.28,924 | 1.28,200 | 1    |
| 2                  | 16  | Charles Leclerc   | Ferrari               | 1.29,039  | 1.28,780 | 1.28,225 | 2    |
| 3                  | 55  | Carlos Sainz, Jr. | Ferrari               | 1.28,855  | 1.28,686 | 1.28,402 | 3    |
| 4                  | 1   | Max Verstappen    | Red Bull Racing-RBPT  | 1.28,928  | 1.28,945 | 1.28,461 | 4    |
| 5                  | 31  | Esteban Ocon      | Alpine-Renault        | 1.30,093  | 1.29,584 | 1.29,068 | 5    |
| 6                  | 63  | George Russell    | Mercedes              | 1.29,680  | 1.29,618 | 1.29,104 | 6    |
| 7                  | 14  | Fernando Alonso   | Alpine-Renault        | 1.29,978  | 1.29,295 | 1.29,147 | 7    |
| 8                  | 77  | Valtteri Bottas   | Alfa Romeo-Ferrari    | 1.29,683  | 1.29,404 | 1.29,183 | 8    |
| 9                  | 10  | Pierre Gasly      | AlphaTauri-RBPT       | 1.29,891  | 1.29,418 | 1.29,254 | 9    |
| 10                 | 20  | Kevin Magnussen   | Haas-Ferrari          | 1.29,831  | 1.29,546 | 1.29,588 | 10   |
| 11                 | 4   | Lando Norris      | McLaren-Mercedes      | 1.29,957  | 1.29,651 | N/A      | 11   |
| 12                 | 3   | Daniel Ricciardo  | McLaren-Mercedes      | 1.30,009  | 1.29,773 | N/A      | 141  |
| 13                 | 24  | Zhou Guanyu       | Alfa Romeo-Ferrari    | 1.29,978  | 1.29,819 | N/A      | 12   |
| 14                 | 47  | Mick Schumacher   | Haas-Ferrari          | 1.30,167  | 1.29,920 | N/A      | -2   |
| 15                 | 18  | Lance Stroll      | Aston Martin-Mercedes | 1.30,256  | 1.31,009 | N/A      | 13   |
| 16                 | 44  | Lewis Hamilton    | Mercedes              | 1.30,343  | N/A      | N/A      | 15   |
| 17                 | 23  | Alexander Albon   | Williams-Mercedes     | 1.30,492  | N/A      | N/A      | 16   |
| 18                 | 27  | Nico Hülkenberg   | Aston Martin-Mercedes | 1.30,543  | N/A      | N/A      | 17   |
| 19                 | 6   | Nicholas Latifi   | Williams-Mercedes     | 1.31,817  | N/A      | N/A      | 18   |
| 107%-tid: 1:35,074 |     |                   |                       |           |          |          |      |
| -                  | 22  | Yuki Tsunoda      | AlphaTauri-RBPT       | Ingen tid | N/A      | N/A      | 193  |
| Kilde:             |     |                   |                       |           |          |          |      |

Noter
↑1 - Daniel Ricciardo blev givet en straf på 3 pladser for at have kørt i vejen for Esteban Ocon i løbet af kvalificeringen.
↑2 - Mick Schumacher kvalificerede som nummer 14, men måtte trække sig fra grand prixet efter et voldsomt styrt.
↑3 - Yuki Tsunoda satte ikke en tid på grund af mekaniske problemer.

## Resultat
| Pos.                                                               | Nr. | Kører             | Konstruktør           | Omgange | Tid/Udgået            | Startpos. | Point |
| ------------------------------------------------------------------ | --- | ----------------- | --------------------- | ------- | --------------------- | --------- | ----- |
| 1                                                                  | 1   | Max Verstappen    | Red Bull Racing-RBPT  | 50      | 1:24.19,293           | 4         | 25    |
| 2                                                                  | 16  | Charles Leclerc   | Ferrari               | 50      | +0,549                | 2         | 191   |
| 3                                                                  | 55  | Carlos Sainz, Jr. | Ferrari               | 50      | +8,097                | 3         | 15    |
| 4                                                                  | 11  | Sergio Pérez      | Red Bull Racing-RBPT  | 50      | +10,800               | 1         | 12    |
| 5                                                                  | 63  | George Russell    | Mercedes              | 50      | +32,732               | 6         | 10    |
| 6                                                                  | 31  | Esteban Ocon      | Alpine-Renault        | 50      | +56,017               | 5         | 8     |
| 7                                                                  | 4   | Lando Norris      | McLaren-Mercedes      | 50      | +56,124               | 11        | 6     |
| 8                                                                  | 10  | Pierre Gasly      | AlphaTauri-RBPT       | 50      | +1.02,946             | 9         | 4     |
| 9                                                                  | 20  | Kevin Magnussen   | Haas-Ferrari          | 50      | +1.04,308             | 10        | 2     |
| 10                                                                 | 44  | Lewis Hamilton    | Mercedes              | 50      | +1.13,948             | 15        | 1     |
| 11                                                                 | 24  | Zhou Guanyu       | Alfa Romeo-Ferrari    | 50      | +1.22,215             | 12        |       |
| 12                                                                 | 27  | Nico Hülkenberg   | Aston Martin-Mercedes | 50      | +1.31,742             | 17        |       |
| 13                                                                 | 18  | Lance Stroll      | Aston Martin-Mercedes | 49      | +1 omgang             | 15        |       |
| 142                                                                | 23  | Alexander Albon   | Williams-Mercedes     | 47      | Sammenstød            | 16        |       |
| Ret                                                                | 77  | Valtteri Bottas   | Alfa Romeo-Ferrari    | 36      |                       | 8         |       |
| Ret                                                                | 14  | Fernando Alonso   | Alpine-Renault        | 35      | Motor                 | 7         |       |
| Ret                                                                | 3   | Daniel Ricciardo  | McLaren-Mercedes      | 35      | Kobling               | 14        |       |
| Ret                                                                | 6   | Nicholas Latifi   | Williams-Mercedes     | 14      | Uheld                 | 18        |       |
| DNS3                                                               | 22  | Yuki Tsunoda      | AlphaTauri-RBPT       | 0       | Teknik                | -         |       |
| WD4                                                                | 47  | Mick Schumacher   | Haas-Ferrari          | 0       | Uheld i kvalificering | -         |       |
| Hurtigste omgang: Charles Leclerc (Ferrari) - 1.31,634 (omgang 48) |     |                   |                       |         |                       |           |       |
| Kilde:                                                             |     |                   |                       |         |                       |           |       |

Noter:
↑1 - Inkluderer point for hurtigste omgang.
↑2 - Alexander Albon udgik af ræset, men blev klassificeret som færdiggjort, i det at han havde kørt mere end 90% af ræset.
↑3 - Yuki Tsunoda startede ikke ræset på grund af et teknisk problem.
↑4 - Mick Schumacher måtte trække sig fra grand prixet efter et styrt i kvalifikationen.

## Stilling i mesterskaberne efter løbet
| Pos. | Kører            | Point |
| ---- | ---------------- | ----- |
| 1    | Charles Leclerc  | 45    |
| 2    | Carlos Sainz Jr. | 33    |
| 3    | Max Verstappen   | 25    |
| 4    | George Russell   | 22    |
| 5    | Lewis Hamilton   | 16    |

| Pos. | Konstruktør    | Point |
| ---- | -------------- | ----- |
| 1    | Ferrari        | 78    |
| 2    | Mercedes       | 38    |
| 3    | Red Bull-RBPT  | 37    |
| 4    | Alpine-Renault | 16    |
| 5    | Haas-Ferrari   | 12    |